# Leo Jørgensen
Leo Torkild Oscar Jørgensen (29. januar 1903 i København – 19. februar 1968 i København) var en dansk og atlet og typograf som var medlem af IF Sparta hvor han begyndte som 14-årig i 1917. 
Han deltog i OL 1928 i Amsterdam på 100 meter og vandt 16 danske mesterskaber; otte doubler på 100 og 200 meter. Der til elve i stafetløb. Satte danske rekord på 100 meter med 10,7 i 1928, slået af Holger Hansen 1938 og på 200 meter med 22,3 i 1933 slået af Gunnar Christensen 1938.

## Danske mesterskaber
- Guld  1934  100 meter  10.9
- Guld  1934  200 meter  22.7
- Guld  1933  100 meter  10.8
- Guld  1933  200 meter  22.5
- Guld  1932  100 meter  11.2
- Guld  1932  200 meter  22.6
- Guld  1931  100 meter  11.1
- Guld  1931  200 meter  22.6
- Guld  1930  100 meter  10.9
- Guld  1930  200 meter  22.8
- Guld  1929  100 meter  11.1
- Guld  1929  200 meter  22.7
- Sølv 1928  100 meter  11.2
- Guld  1927  100 meter  11.0
- Guld  1927  200 meter  23.1
- Guld  1926  100 meter  11.0
- Guld  1926  200 meter  22.8
- Sølv  1925  100 meter  ?
- Bronze  1925  200 meter  ?
- Sølv  1924  100 meter  ?
- Bronze  1924  200 meter  ?

## personlige rekorder
- 100 meter: 10.7 (1928)
- 200 meter: 22,3 (1933)